# Thomas Glave
Thomas Glave es un escritor estadounidense de origen jamaicano que ha publicado numerosos trabajos y ganado numerosos premios. También ejerce como profesor universitario.

## Biografía
Nació en el Bronx, hijo de padres jamaicanos, creció allí y en Kingston, Jamaica. Glave es graduado de Bowdoin College y la Universidad de Brown. Es profesor asociado de inglés en la Universidad de Binghamton, Universidad Estatal de Nueva York, donde enseña, entre otros temas, escritura creativa y cursos sobre la literatura del Caribe.

## Premios
Fue dos veces becario de la New York Foundation for the Arts. Su colección de relatos Words to Our Now: Imagination and Dissent ganó el Premio Lambda Literary en 2005. Glave también recibió el Premio O. Henry en este libro, convirtiéndose en el segundo escritor afro-american que gana este premio, detrás de James Baldwin, quien también ha ganó este premio. También logró la beca  en Fine Arts Center, en Provincetown, así como la beca Fulbright en Jamaica. Una vez allí, trabajó en temas de justicia social, y ayudó a fundar el Foro de Lesbianas, Bisexuales y Gays (J-Flag), en Jamaica. Es el profesor invitado en el Programa de Escritura y Ciencias Humanas en el Instituto de Tecnología de Massachusetts.

## Publicaciones
Thomas Glave es el autor de la Canción Whose Song? y otros cuentos (City LightsPublishing, 2000), The Torturer's Wife (City Lights Publishing, 2008), la colección de relatos  Words to Our Now: Imagination and Dissent (University of Minnesota Press, 2005), y es editor de la antología Our Caribbean: A Gathering of Lesbian and Gay Writing from the Antilles (Duke University Press, 2008.